# Family of Dog
Family of Dog is een Belgische punkmetalband uit de gemeente Deinze. De naam is afkomstig uit de tekst van een nummer van de Amerikaanse deathmetalband Morbid Angel.
Family of Dog werd in 1993 opgericht en bracht in 1997 het gelijknamige album uit. Kort nadien viel de band elkaar. In 2011 zou de band een eenmalig reünieconcert spelen op de Cluesfeesten, maar uiteindelijk bleef de band verder spelen en in 2015 verscheen het tweede album Disliked.

## Discografie
- 1997 Family of Dog (Midas Productions)
- 2015 Disliked (Zatans Pizza)